# El gato en el sombrero
El gato en el sombrero (también conocido como El gato garabato, El gato ensombrerado  o El gato con sombrero) es un libro infantil escrito por Dr. Seuss. El personaje principal es un gato antropomórfico, alto, travieso, vestido con un sombrero de copa a rayas rojas y blancas y una corbata de lazo rojo. Su pelaje es de color negro, su barriga, la punta de su cola y cara son blancas.

## Reseña
Con la serie de libros para principiantes que inauguró  El Gato, Seuss promovió tanto a su nombre, como a la alfabetización elemental en los Estados Unidos.
El Gato aparece en seis de los libros para niños escritos por Seuss:
1. El gato en el sombrero (The Cat in the Hat)
2. El gato en el sombrero viene de nuevo (The Cat in the Hat Comes Back)
3. Libro de canciones del gato en el sombrero (The Cat in the Hat Song Book)
4. El acertijo del gato (The Cat's Quizzer)
5. ¡Yo puedo leer con los ojos cerrados! (I Can Read with My Eyes Shut!)
6. Mayzie cabeza de margarita (Daisy-Head Mayzie)

## Contexto
Theodor Geisel, bajo el pseudónimo Dr. Seuss, escribió el libro El gato en el sombrero en respuesta al artículo del 24 de mayo de 1954 de la revista Life, escrito por John Hersey, titulado "¿Por qué los estudiantes se atascan en primero? Un comité local arroja a la luz un problema nacional: la lectura."En el artículo, Hersey fue crítico de los libros que usaban los maestros:
 En el aula, los niños se enfrentan con seis libros que tienen ilustraciones insípidas que representa la vida especialmente ordenada de otros niños. (Los libros para primaria existentes) tienen como característica niños y niñas anormalmente corteses y anormalmente limpios (...) En las librerías, cualquier persona puede comprar libros más brillante y animados con animales extraños y maravillosos y niños que se comportan de forma natural, es decir, a veces se portan mal.
Los argumentos de Hersey se enumeraron en más de diez páginas de la revista, que era líder en los Estados Unidos en ese momento. Tras detallar muchos temas que contribuyen al problema relacionado con los niveles de lectura de los estudiantes, Hersey preguntó sobre el final del artículo:
¿Por qué no tienen (los libros para primaria) imágenes que amplíen, más que reduzcan, la riqueza asociativa de los niños que le dan a las palabras que ilustran (dibujan) como los genios maravillosamente imaginativos entre los ilustradores infantiles, Tenniel, Howard Pyle, Seuss, Walt Disney 
William Ellsworth Spaulding, amigo de Geisel, que era entonces el director de la división de educación Houghton Mifflin, lo invitó a cenar en Boston y le propone a Ted "escribir e ilustrar un libro para niños de entre seis y siete años de edad que ya habían dominado la mecánica básica de la lectura. Escríbeme una historia que alumnos de primer grado no puede dejar de leerlo!"
Spaulding le suministra a Geisel una lista de 348 palabras que cada niño de seis años debería saber, e insistió en que el vocabulario del libro debería limitarse a 225 palabras. Nueve meses más tarde, el Dr. Seuss había terminado El gato en el sombrero, utilizando 223 palabras que aparecían en la lista.
La historia es de 1629 palabras de extensión y utiliza un vocabulario de solo 236 palabras distintas, de las cuales 54 se encuentran una vez y 33 se repiten dos veces. Solo una palabra  otro (another) tiene tres sílabas, mientras que 14 palabras tiene dos y el resto (221) son monosilábicas. Las palabras más largas son algo (something) y juguetes (playthings).
Debido a que Geisel estaba bajo contrato con Random House, Houghton Mifflin conservó los derechos a para las escuelas y Random House conservó los derechos para las ventas.

## Historia de la publicación

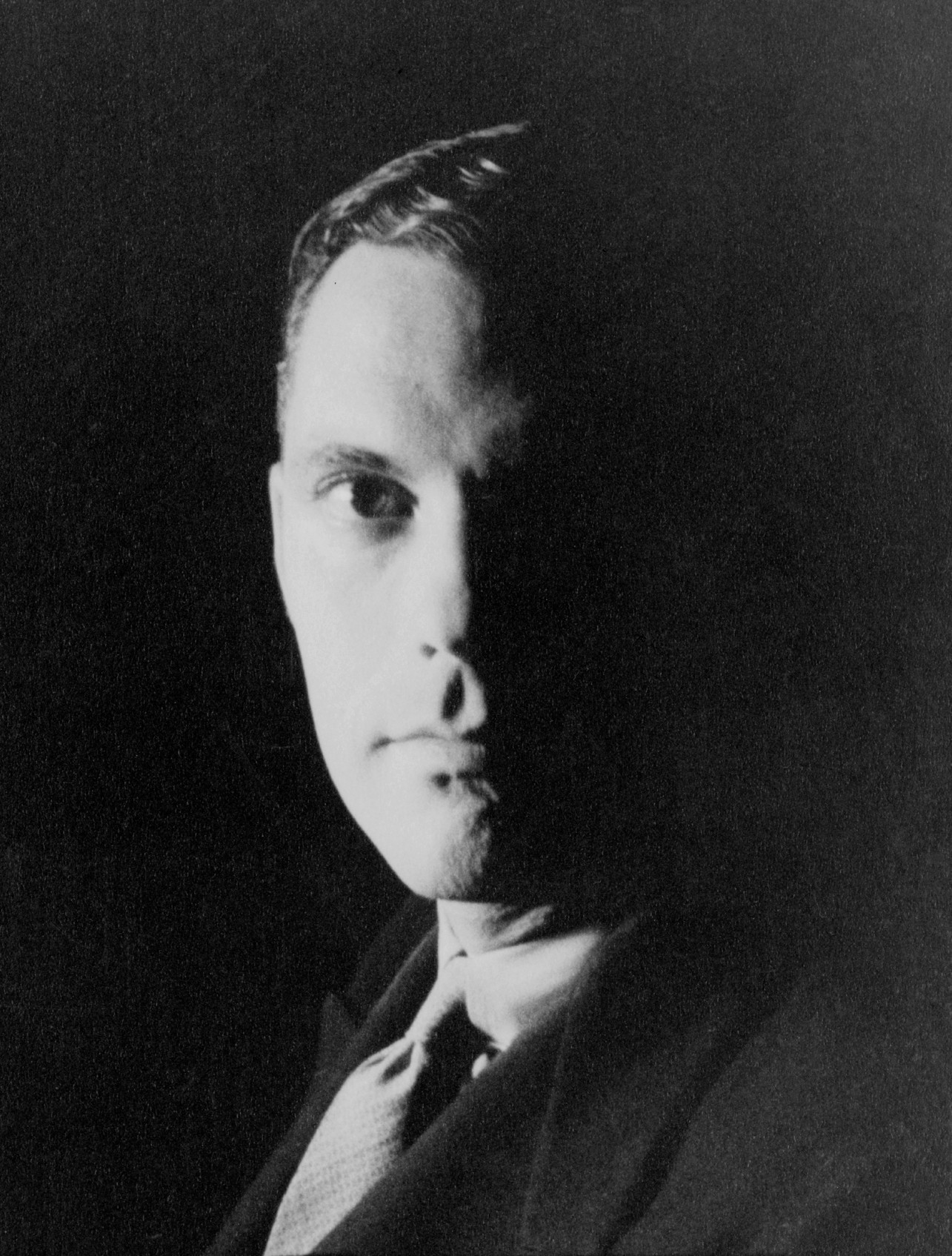
Bennett Cerf (fotografiado en 1932), el director de Random House, negoció un acuerdo que permitía tanto a Random House como a Houghton Mifflin publicar versiones de El gato en el sombrero.

La edición de Houghton Mifflin salió a la venta en enero o febrero de 1957, y la edición de Random House salió a la venta el 1 de marzo. Las dos ediciones presentaban portadas diferentes pero, por lo demás, eran idénticas. La primera edición puede identificarse por la marca "200/200" en la esquina superior derecha de la solapa de la sobrecubierta, que significa el precio de venta de 2 dólares. El precio se redujo a 1,95 dólares en las ediciones posteriores.
Según Judith y Neil Morgan, el libro se vendió bien inmediatamente. La edición comercial vendió inicialmente una media de 12.000 ejemplares al mes, cifra que aumentó rápidamente. Los grandes almacenes Bullock's de Los Ángeles, California, agotaron su primer pedido de 100 ejemplares del libro en un día y rápidamente volvieron a pedir 250 más. Los Morgan atribuyen estas cifras de ventas al "boca a boca del patio", afirmando que los niños se enteraron del libro por sus amigos e insistieron a sus padres para que se lo compraran. Sin embargo, la edición escolar de Houghton Mifflin no se vendió tan bien. Como señaló Geisel en el perfil que le dedicó Jonathan Cott en 1983, "Houghton Mifflin... tuvo problemas para venderlo en las escuelas; había muchos devotos de Dick y Jane, y mi libro se consideraba demasiado fresco e irreverente. Pero Bennett Cerf, de Random House, había pedido los derechos comerciales, y el libro despegó en las librerías". Geisel dijo a los Morgan: "Los padres entendían mejor que los escolares la necesidad de este tipo de lector".
Después de tres años en imprenta, El gato en el sombrero había vendido casi un millón de ejemplares. Para entonces, el libro se había traducido al francés, al chino, al sueco y al braille. En 2001, Publishers Weekly lo situó en el número nueve de su lista de los libros infantiles más vendidos de todos los tiempos. A partir de 2007, se han impreso más de 10 millones de ejemplares de El gato en el sombrero, y se ha traducido a más de 12 idiomas diferentes, incluido el latín, bajo el título de Cattus Petasatus. En 2007, con motivo del quincuagésimo aniversario del libro, Random House publicó The Annotated Cat: Under the Hats of Seuss and His Cats, que incluye tanto The Cat in the Hat como su secuela, con anotaciones y una introducción de Philip Nel.

## Argumentos

### El gato en el sombrero
El gato en el sombrero (1957) es el primer libro con el personaje del título. En ella, el Gato trae, de una forma alegre, exótica y exuberante, caos a una familia de dos hijos, un hermano (nunca se menciona su nombre, es el narrador de la historia) y una hermana (Sally), un día lluvioso, mientras que su madre los deja sin atención. El gato realiza todo tipo de trucos extravagantes (en un momento equilibra un vaso de agua, un poco de leche, un pastel, tres libros, el pescado, un rastrillo, un barco de juguete, un hombre de juguete, un ventilador rojo, y su paraguas mientras se encuentra en una bola) para divertir a los niños. Luego, el Gato, obtiene una caja desde el exterior, dentro de la caja hay dos criaturas nombradas Cosa Uno y Cosa Dos, que comienzan a volar cometas dentro de la casa. Las payasadas del Gato son en vano y la mascota de la familia, un pez inteligente y parlante. En el final, los niños probaron ser ejemplares, atrapando a las Cosas y poniendo al Gato bajo control. Para compensar el caos que ha causado, el Gato limpia la casa al salir, desapareciendo un segundo antes de que la madre llegara.
La madre le pregunta a sus hijos qué hicieron mientras ella estaba fuera, pero no le responden. La historia termina con la pregunta:
¿Qué harías si tu madre te preguntara?
El libro ha sido muy popular desde su publicación, y un logotipo con el gato adorna todas las publicaciones del Dr. Seuss y películas de animación producidas después de El gato en el sombrero. Seuss escribió el libro porque sentía que debería haber material más entretenido y divertido para los lectores principiantes. Desde un punto de vista literario, el libro es una proeza de habilidad, ya que mantiene a un vocabulario simple y cuenta una historia entretenida. Los críticos literarios de vez en cuando escriben ensayos sobre la obra de recreación, dado que se entretienen con temas tales como la ausencia de la madre y la caracterización psicológica o simbólica de gato, las Cosas y los pescados.
Más de 11 millones de copias de El gato en el sombrero se han impreso. Se ha traducido a más de 12 idiomas diferentes, incluyendo al Latín, bajo el título Cattus Petasatus, y al Yidis, con el título Di Kats der Payats. Basado en una encuesta en Internet realizada en el 2007 se nombró al libro como uno de los libros en el Top 100 de libros para maestros. Fue uno de los Top 100 de libros de imágenes de todos los tiempos en una encuesta realizada en el 2012.

### El gato en el sombrero viene de nuevo
El Gato reaparece nuevamente en 1958. Una vez más, la madre ha dejado a Sally y su hermano solos durante el día, pero esta vez, se les dice que deben eliminar una enorme cantidad de nieve, mientras ella está fuera. Mientras trabajan, el Gato aparece comiendo una torta
en la bañera con el agua corriendo, mojando el piso, y deja un residuo de color rosa. Los intentos para limpiarlo fallan, ya que solo consiguen transferir el problema a otros lugares, incluyendo un vestido, la pared, un par de zapatos de diez dólares, una alfombra, la cama, y luego al exterior de la casa, generándose un desorden.
El Gato revela que el Pequeño gato A (Little Cat A) está descansando dentro de su sombrero. A su vez, Pequeño gato A se quita el sombrero para revelar a Pequeño gato B (B Little Cat), que revela al Pequeño gato C, y así sucesivamente. A continuación, tiene lugar la guerra entre el desorden y el Pequeño gato A a través de Pequeño gato V, que utilizan un arsenal de armas primitivas, incluyendo pistolas de pop, murciélagos, y una cortadora de césped. Desafortunadamente, la primera batalla para eliminar al desastre solo lo hace cubrir todo el terreno. Pequeño gato V, W, X, y Y , se quitan el sombrero para descubrir microscópico Pequeño gato Z, quien al quitarse su sombrero y aparece una Voom, Que limpia el patio de atrás y pone a todos los otros gatos pequeños de nuevo en el sombrero del Gato grande. El Gato se va, con la promesa de que regresará algún día, y traerá a todos sus gatos pequeños.
El libro termina en un estallido de versificación extravagante, con la lista completa de los gatos pequeños ordenados alfabéticamente realizando rimas métricamente perfectas organizadas en cuartetas, diseñadas para enseñar a los lectores del Alfabeto.

#### Traducción
El gato con sombrero viene de nuevo, fue traducido por la traductora oficial de Dr. Seuss al español, la cubana Yanitzia Canetti.

## Adaptaciones

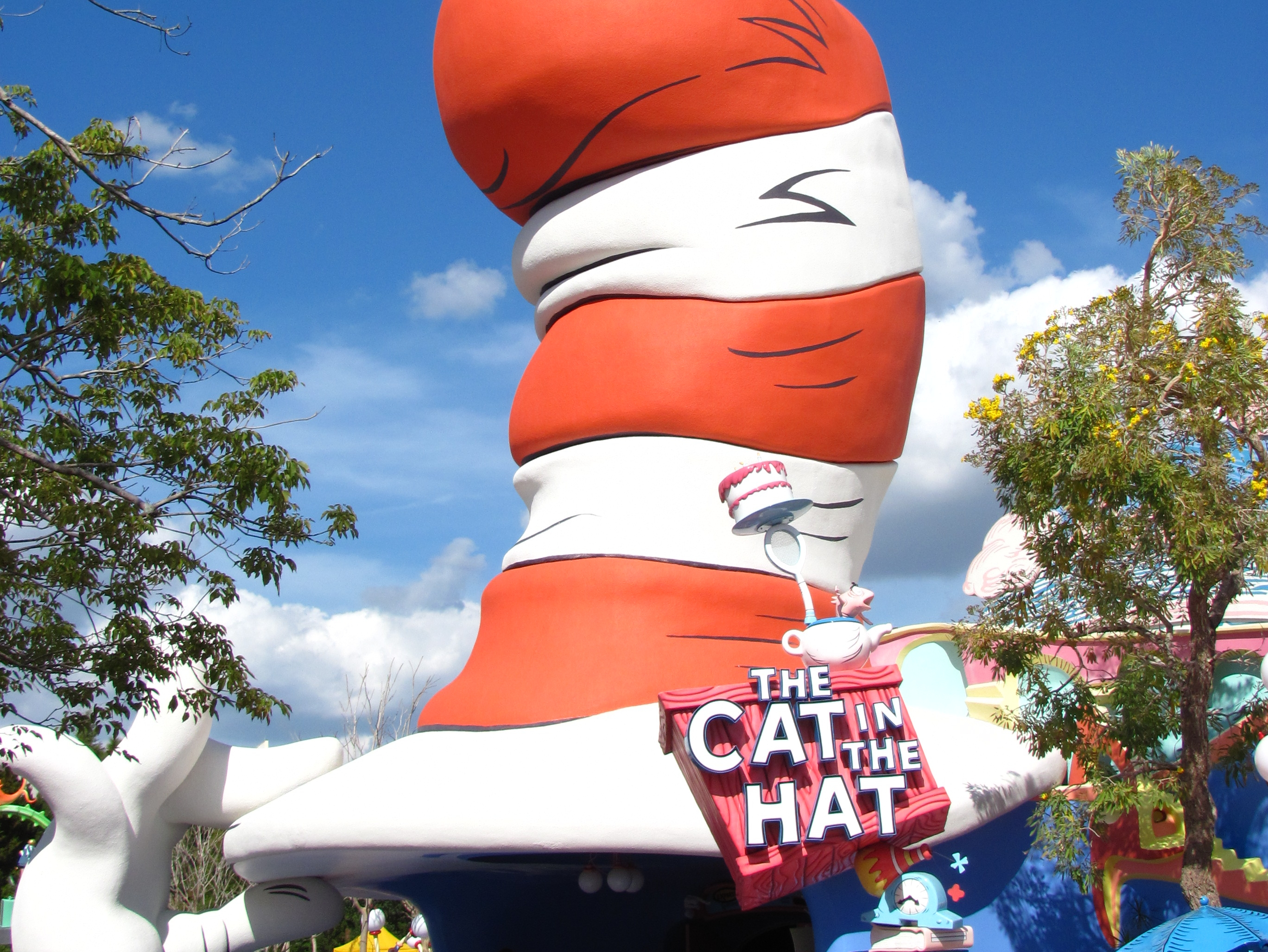
Atracción en Seuss Landing basada en el libro.

### Animaciones
- El gato en el sombrero, un especial de televisión, basado en el libro del Dr. Seuss, estrenado en el canal CBS el 10 de marzo de 1971. Allan Sherman fue el responsable de darle vida al Gato.
- El gato en el sombrero versión en Ruso, 1984.
- The Grinch Grinches the Cat in the Hat, un especial musical de televisión de Estados Unidos emitido en 1982; un cruce en el que el Gato en el sombrero conoce a otro de los personajes de Dr. Seuss, el Grinch.
- El Gato Ensombrerado viaja por todos lados (The Cat in the Hat Knows a Lot About That!), una serie animada de televisión creada en 2010 emitida por PBS Kids en los Estados Unidos, por Treehouse TV en Canadá y por Discovery Kids en Latinoamérica protagonizada por Martin Short actuando como el Gato.

### Películas
La adaptación cinematográfica del libro fue estrenada el 21 de noviembre de 2003. Fue producida por Brian Grazer y dirigida por Bo Welch, y tiene como actor principal a Mike Myers caracterizando al Gato, y a Dakota Fanning como Sally. El hermano de Sally, quien no es nombrado en el libro, es conocido en esta versión como Conrad e interpretado por Spencer Breslin.

### Seussical

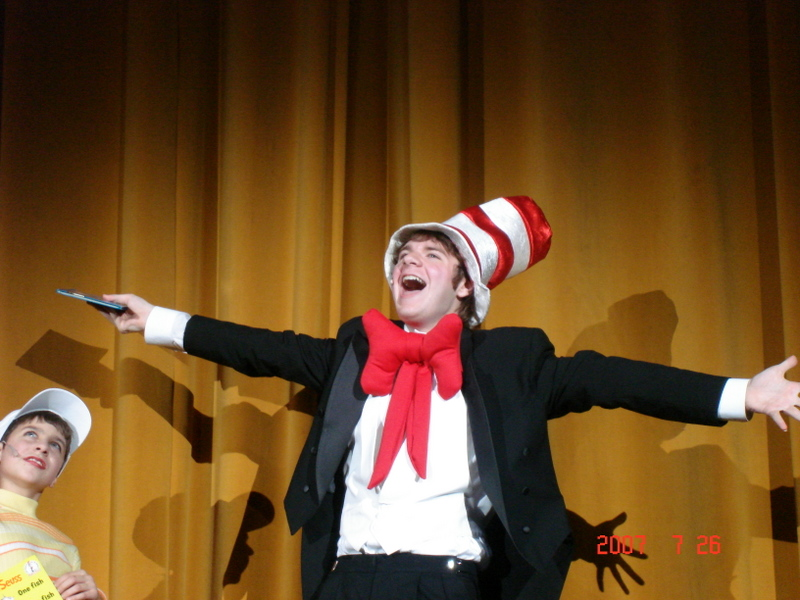
Jacob Myers protagonizando a El Gato en el musical Seussical

El musical de Broadway, Seussical combina diferentes historias de Dr. Seuss, juntando a sus personajes. El Gato es el narrador, así como también personajes menores.

### Audio Libro en CD
Living Books ha creado un audio libro en CD de la historia. Software MacKiev trajo esta versión electrónica del libro para el Mac OS X.
Oceanhouse Media publicó la aplicación para iPhone, iPad y Android que recibió elogios de la crítica.

### Seuss Landing
La isla forma parte del parque temático Islands of Adventure, de los Estudios Universal en Orlando . Fue inaugurada en 1999, el paseo lleva a los visitantes en un viaje colorido hacia historia de El gato en el sombrero.

## Citado en el Senado de los EE. UU.
En el 110.º Congreso, Harry Reid comparó el impasse sobre un proyecto de ley de reforma de inmigración con el caos creado por el Gato en  El gato en el sombrero.
Leyó líneas del libro desde la sala del Senado, citando: "Eso es bueno", dijo el pez. "Se ha ido lejos, sí. Pero su madre vendrá. Ella se encontrará este gran lío.". Luego siguió con su analogía, esperando que el impasse se resuelva, diciendo:"Si usted vuelve a leer Dr. Seuss, el gato se las arregla para limpiar el desorden."